# Štítnik (wieś)
Štítnik (węg. Csetnek) – słowacka wieś (obec) w powiecie Rożniawa, w kraju koszyckim. Miejscowość położona jest w dolinie rzeki Štítnik, u wschodnich podnóży szczytów Trojštít (672 m) i Klen (600 m) na Pogórzu Rewuckim (Revucká vrchovina). Najstarsza wzmianka o miejscowości pochodzi z roku 1243.

## Zabytki
- Kościół ewangelicki(inne języki) z XIV wieku, z najstarszymi w Słowacji organami piszczałkowymi[7]  Zobacz też: Organy w Štítniku.
- Kościół rzymskokatolicki pw. św. Judy Apostoła z XVIII wieku
- Zamek z XV wieku, z zachowanymi bastionami fortyfikacyjnymi z XVI wieku
- Dwór Šebeków z XVIII wieku
- Ratusz z XVI wieku, przebudowany w XVIII i XIX wieku
- Dwór Sontágów z XIX wieku
- Kolumna morowa z XVIII wieku
- Pomnik słowackiego powstania narodowego

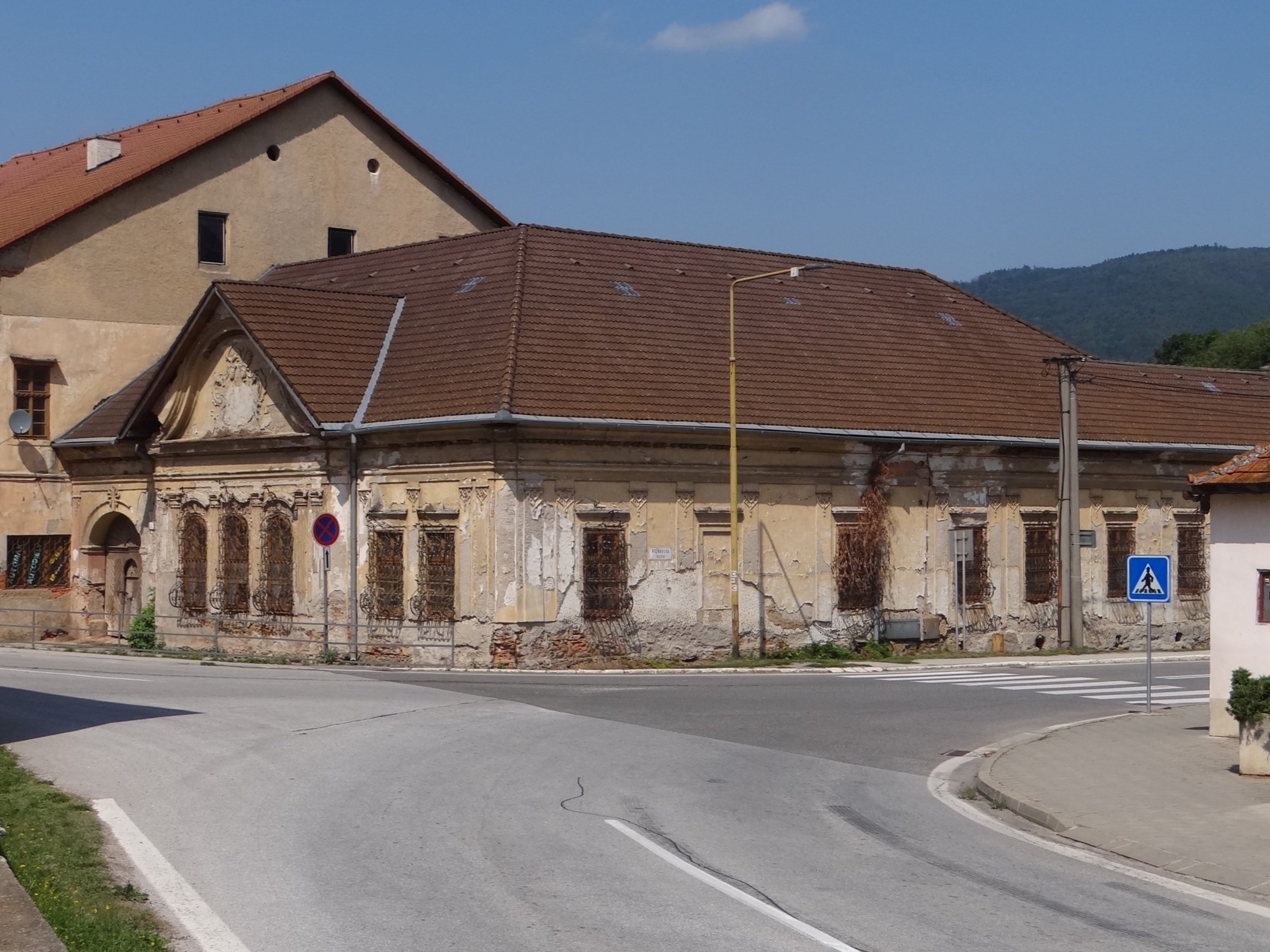
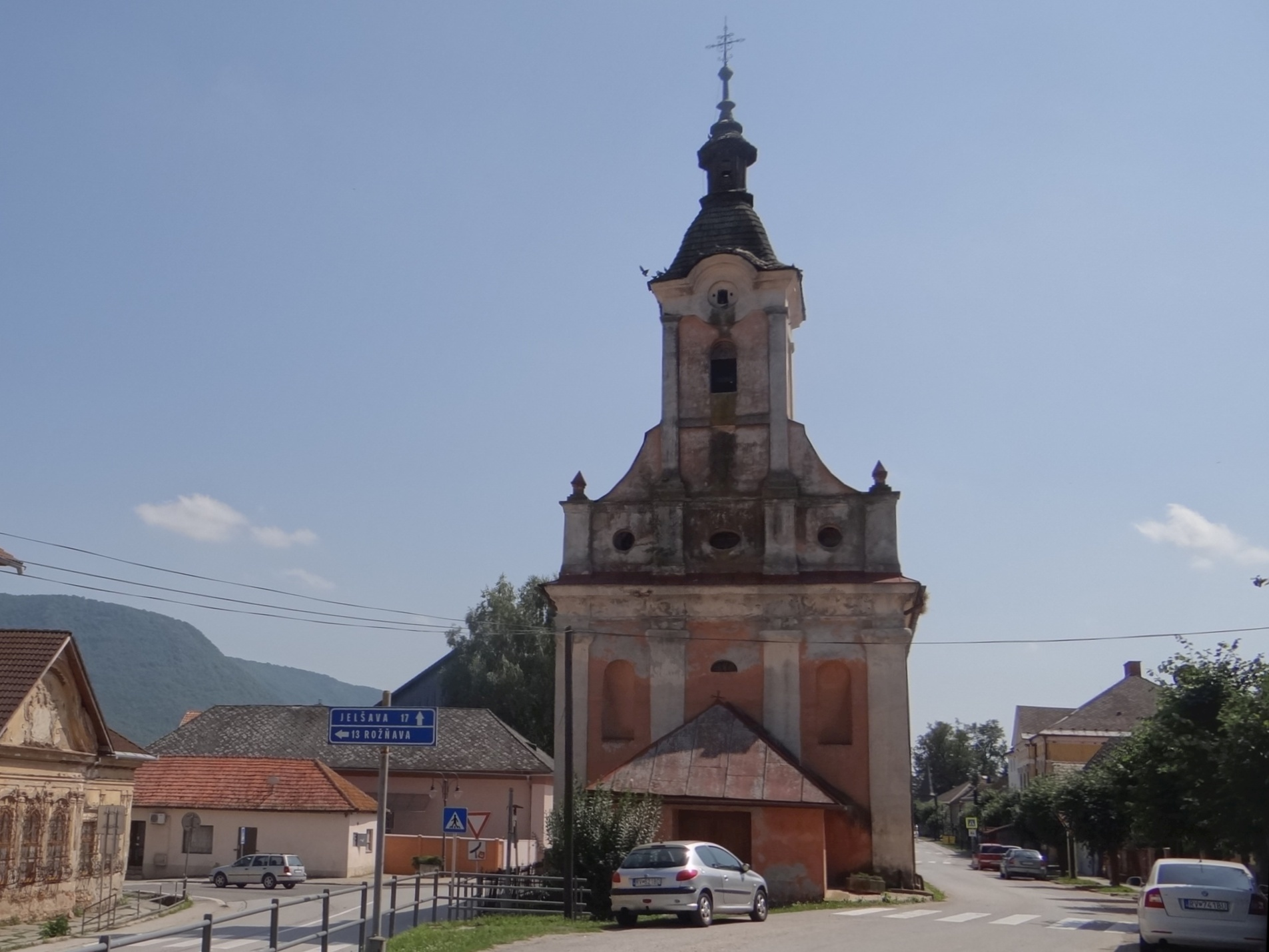
Kościół katolicki
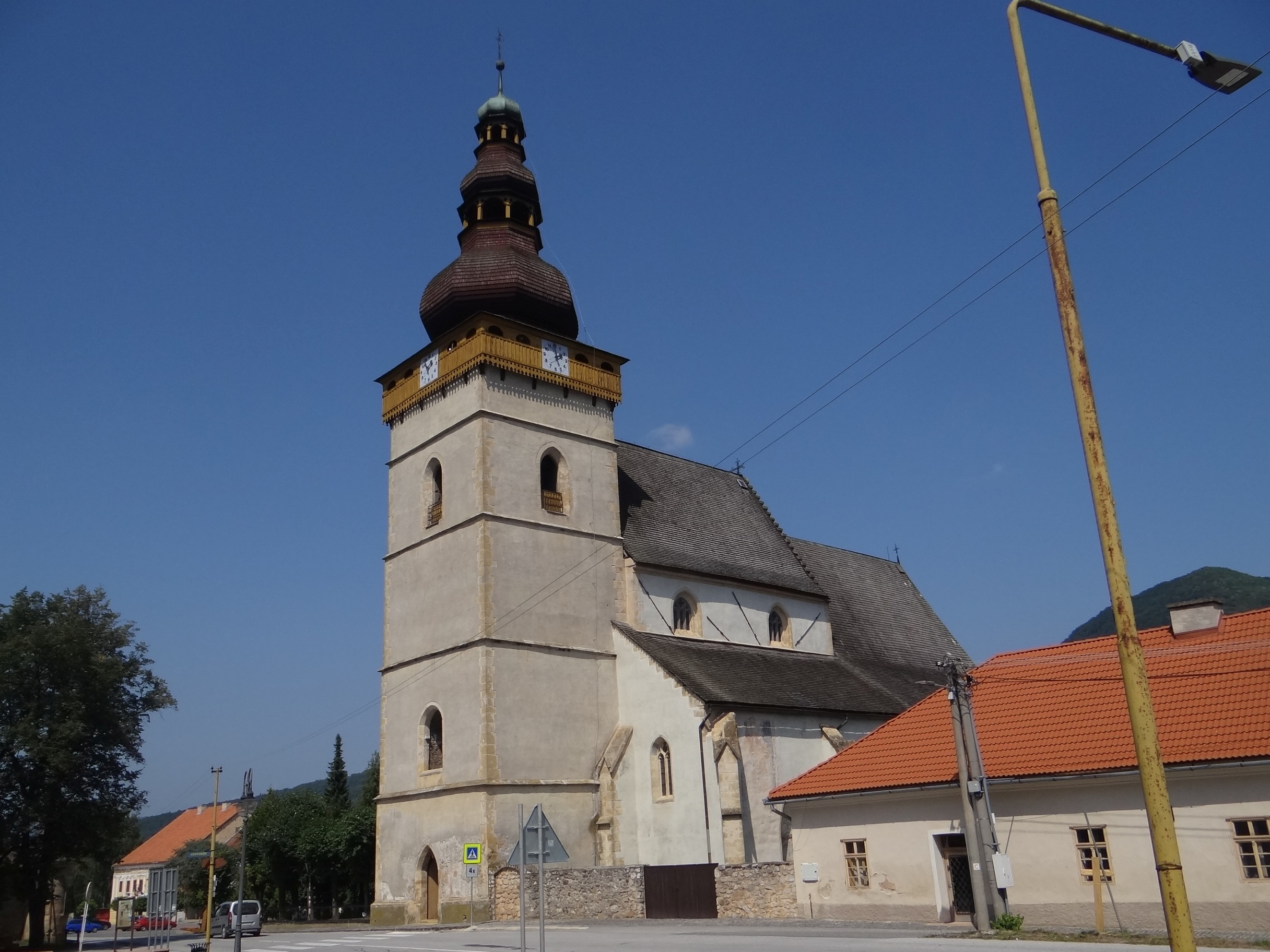
Kościół ewangelicki